# Museo de Arte de Turku
El Museu de Arte de Turku (en finés:Turun taidemuseo) es un museo que se encuentra situado en la ciudad de Turku, localizada en la costa suroeste de Finlandia.

## Arquitectura
En 1900, se organizó un concurso cerrado para su edificación entre cuatro arquitectos potenciales. El jurado compuesto por los hermanos Ernst Dahlström y Robert Magnus Dahlström, Víctor Westerholm, Sebastián Gripenberg y Magnus Schjerfbeck, cerró el concurso con dos candidatos empatados: Gustaf Nyström y el equipo formado por Anders, Jung y Bomansson. Después de pasar a una segunda deliberación el jurado eligió a Gustaf Nyström. Según su proyecto el edificio fue inaugurado el año 1904.

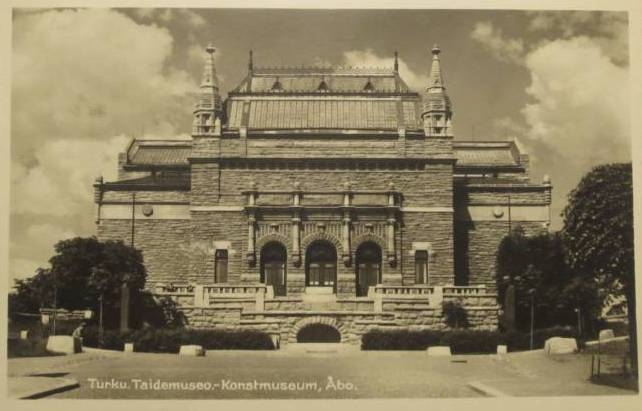
Edificio del museo en la década de 1930.
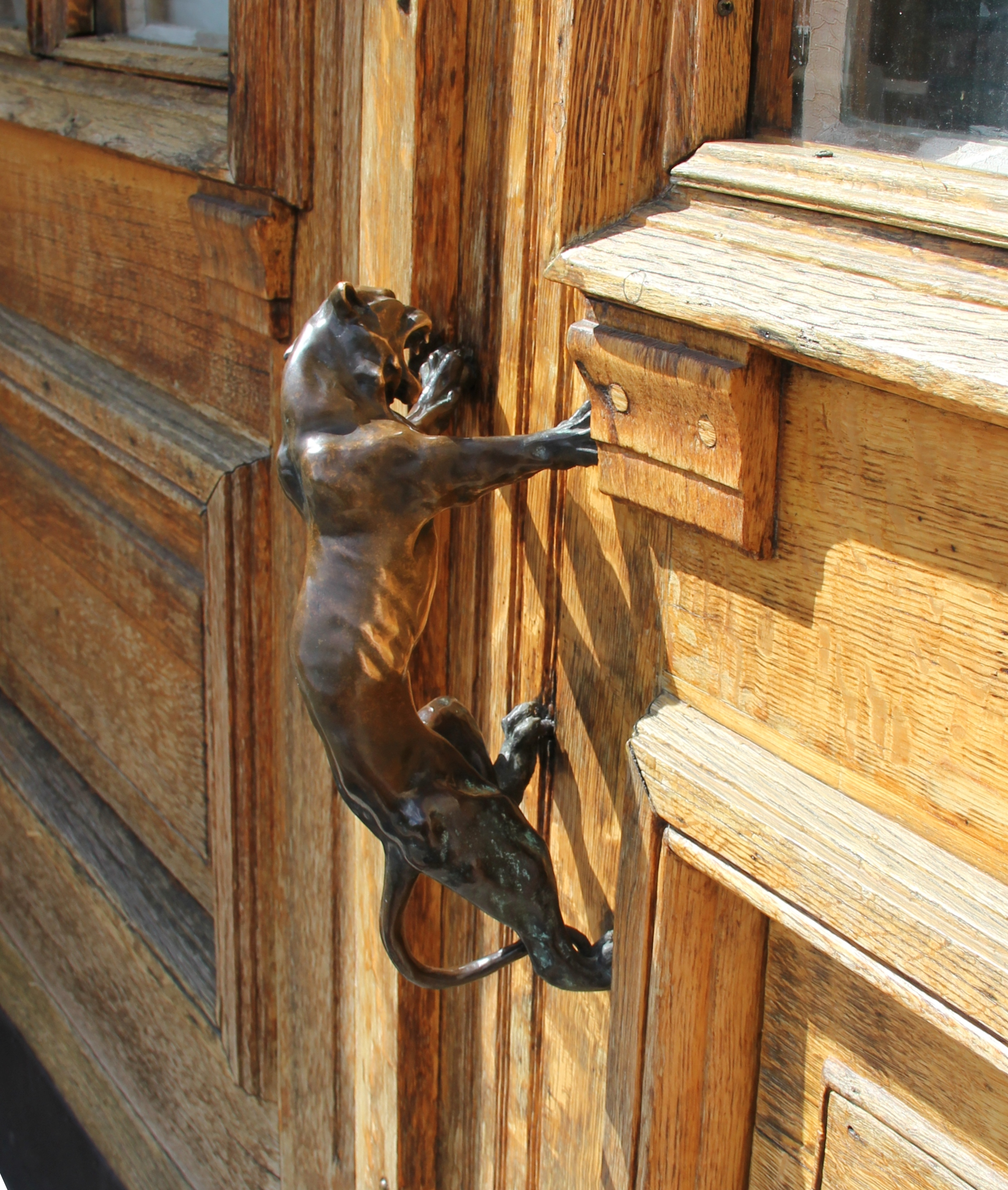
Tirador
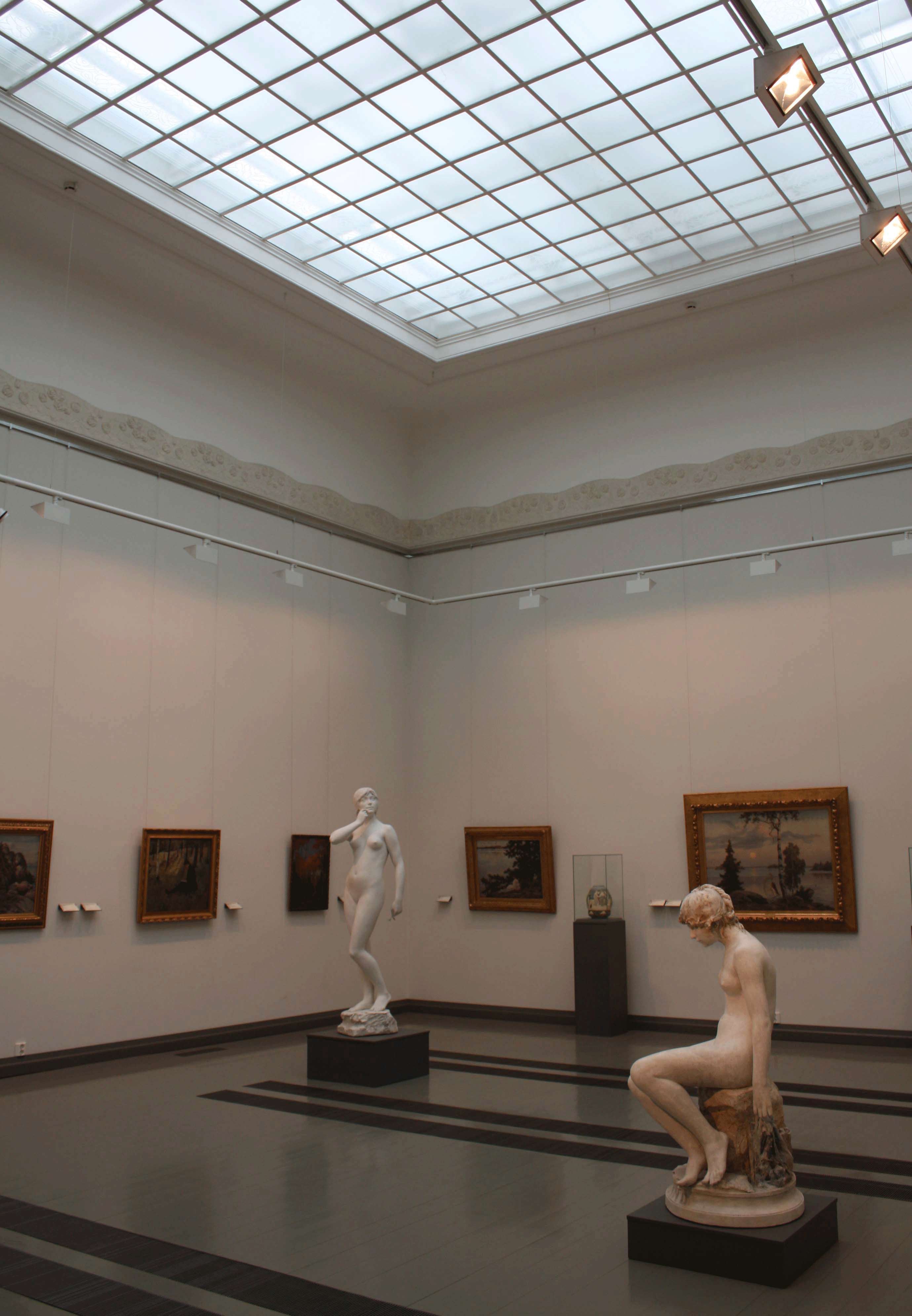
Exposición en el museo.
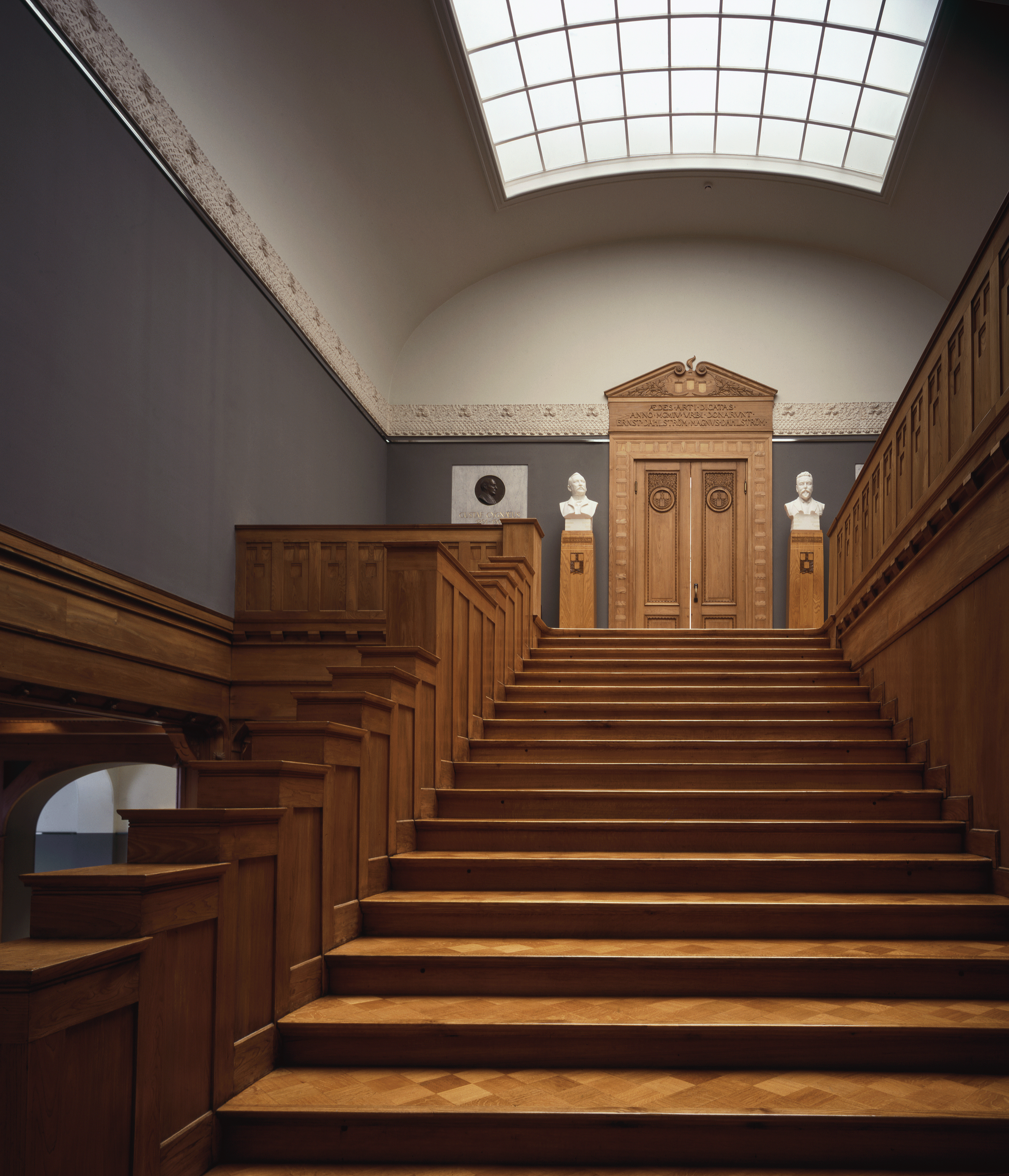
Escalera interior.

## Colecciones
La importante colección del museo es propiedad de la asociación Konstföreningen i Åbo – Turun Taideyhdistys ry. Aspectos destacados de la colección son: la edad de oro del arte finlandés, obras artísticas de importancia nacional de la región de Turku, el surrealismo finlandés e internacional, autorretratos de inspiración del arte pop a partir de los años 1960 y el arte contemporáneo. La colección consta de más de 6500 obras que se presentan en el segundo piso a través de exposiciones temporales.
También en la segunda planta se puede ver un estudio de arte contemporáneo y desde el año 2008, un cuarto oscuro donde se presentan las obras de vídeos y multimedia nacionales además de las zonas de los Balcanes y el Oriente Medio.
Se expuso en el museo entre el 8-9-2009 al 28-11-2010 la donación de 57 pinturas en miniaturas -la mayoría retratos- de Henry Lönnfors. Con relación a esta exposición, el museo editó un libro titulado Amour unit deux coeurs - Henry Lönnfors miniatyrsamling (El amor une dos corazones - miniaturas de Henry Lönnfors), que fue seleccionado por el Comité de las Artes del Libro finlandés como la más bella obra del año 2009.

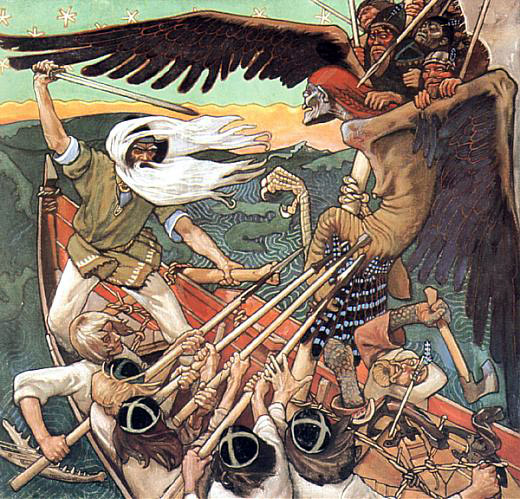
Akseli Gallen-Kallela La defensa del Sampo.
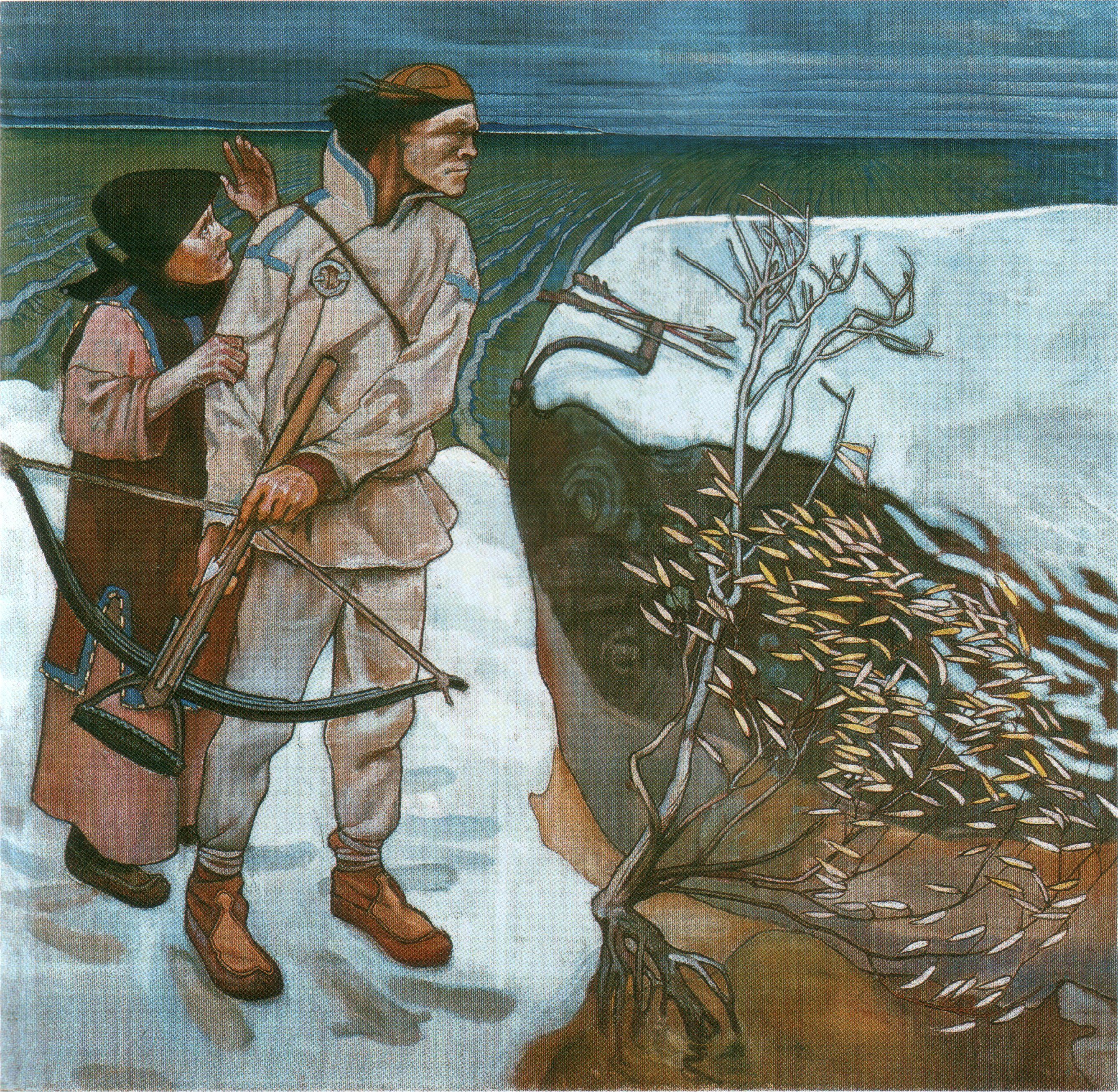
Akseli Gallen-Kallela La venganza de Joukahainen
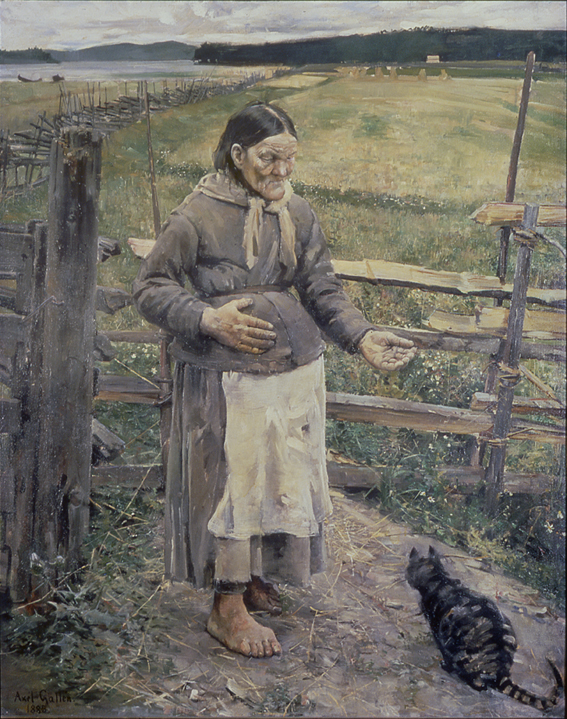
Akseli Gallen-Kallela Mujer y gato.
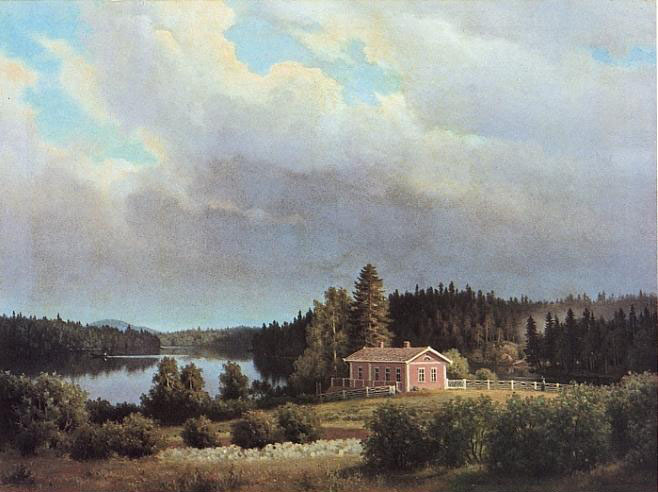
Ferdinand von Wright Näköala Haminalahdesta.